# Трёхполосый бегунок
Трёхполосый бегунок (лат. Rhinoptilus cinctus) — вид птиц из семейства тиркушковых. Выделяют пять подвидов.

## Распространение
Обитают в Африке на территории Эфиопии, Сомали, Кении, Южного Судана, Танзании, Замбии, Анголы, Намибии, Ботсваны, Зимбабве и ЮАР.

## Описание
Длина тела 25-28 см, вес 89,2—142 г. Сверху тёмно-коричневые, ярко-чешуйчатые, имеют широкие светлые надбровные дуги, надхвостье белое; хвост тёмно-коричневый, нижняя часть крыла в основном белая с чёрным концом; нижняя часть тела белая, с замысловатым рисунком из полос: каштановая полоса простирается от кроющих ушей до верхней части грудки, нижняя часть грудки бледно-рыжая, с яркими чёрными прожилками и окаймлена внизу чёрными, белыми и каштановыми полосами. Чёрная полоса по бокам задней части шеи, клюв чёрный на кончике, жёлтый у основания, кольцо вокруг глаз от жёлтого до белёсого цвета, ноги бледно-жёлтые. Сложный рисунок «лица» и шеи с узорчатым верхом позволяют легко отличить представителей данного вида.

## Биология
Рацион малоизучен. Вероятно, питаются только насекомыми, пойманными при преследовании по земле. В кладке 2 (иногда 3) яйца. Могут иметь два выводка в сезон, причём птенцы из первого остаются у гнезда до начала второй попытки размножения.